# Loeseneriella lenticellata
Loeseneriella lenticellata är en benvedsväxtart som beskrevs av S.Y.Bao. Loeseneriella lenticellata ingår i släktet Loeseneriella och familjen Celastraceae. Inga underarter finns listade.